# Anne Sofie von Otter
Anne Sofie von Otter (Estocolmo, 9 de maio de 1955) é uma mezzo-soprano sueca.
O seu repertório vai do barroco à música moderna.

## Biografia
Von Otter nasceu em Estocolmo, Suécia. Seu pai foi o diplomata Göran von Otter, e ela cresceu em Bonn, Londres e Estocolmo. Após estudar em Estocolmo ela foi engajada na Ópera Basel, onde fez sua estreia operística em 1983 em uma ópera de Haydn. Estreou no Royal Opera House, Covent Garden em 1985, no La Scala de Milão em 1987, e na Ópera Metropolitana de Nova Iorque em 1988. Fez grandes interpretações de obras de Mozart, Handel e Monteverdi. Em recitais, ela executou obras de Mahler, Brahms, Grieg, Wolf e Sibelius.
Apresentou-se com os maiores maestros, incluindo: William Christie, Marc Minkowski, Claudio Abbado, John Eliot Gardiner e Myung-Whun Chung. Ela casou-se com Benny Fredriksson, um ator e diretor de teatro, eles tem dois filhos.

## Gravações

### Lieder e músicas
- Alban Berg: Sieben frühe Lieder & Der Wein conduzido por Claudio Abbado (1995) Deutsche Grammophon
- Hector Berlioz: Mélodies com Cord Garben (piano) (1994) e Les nuits d'été conduzidas por James Levine (1995) Deutsche Grammophon
  - Les nuits d'été conduzido por Marc Minkowski (2011) Naïve
- Johannes Brahms: Lieder com Bengt Forsberg (piano) (1990) Deutsche Grammophon
- Cécile Chaminade: Mots d'amour com Bengt Forsberg (piano) (2001) Deutsche Grammophon
- Edvard Grieg: Songs/Lieder com Bengt Forsberg (piano) (1993) Deutsche Grammophon
- Erich Wolfgang Korngold: Rendezvous with Korngold with Bengt Forsberg (piano) & Friends (1999) Deutsche Grammophon
- Ingvar Lidholm: Canções e Música de Câmara conduzida por Björn Sjögren (1996) Caprice Records
- Gustav Mahler: Des Knaben Wunderhorn com Thomas Quasthoff conduzido por Claudio Abbado (1999) Deutsche Grammophon
  - Kindertotenlieder conduzido por Pierre Boulez (2004) Deutsche Grammophon
- Maurice Ravel: Shéhérazade conduzido por Pierre Boulez (2002) Deutsche Grammophon
- Arnold Schoenberg: Gurre-Lieder conduzido por Simon Rattle (2002) EMI
- Franz Schubert: Lieder, com Bengt Forsberg (piano) (1997) e Lieder com Orquestra dirigida por Claudio Abbado (2003) Deutsche Grammophon
- Robert Schumann: Frauen-Liebe und Leben com Bengt Forsberg (piano) (1995) Deutsche Grammophon
- Jean Sibelius: Anne Sofie von Otter canta Sibelius com Bengt Forsberg (piano) BIS
- Kurt Weill: Speak Low: Canções de Kurt Weill conduzidas por John Eliot Gardiner (1994) Deutsche Grammophon
- Hugo Wolf: Spanisches Liederbuch com Olaf Bär (barítono) e Geoffrey Parsons (piano) (1995) EMI
- Vários: Boldemann Gefors Hillborg conduzido por Kent Nagano (2008) Deutsche Grammophon
  - La Bonne chanson - Canções de Câmara Francesa com Bengt Forsberg (piano) e outros (1996) Deutsche Grammophon
  - Brahms / Schumann com Barbara Bonney (soprano), Kurt Streit (tenor), Olaf Bär (barítono), Helmut Deutsch e Bengt Forsberg (piano dueto) (1994) EMI
  - Douce France – canções clássicas francesas (disco 1) e chansons (disco 2) com Bengt Forsberg (piano) e outros (2013) Naive
  - Canções folclóricas com Bengt Forsberg (piano) (2000) Deutsche Grammophon
  - Lieder / Mélodies de Beethoven Meyerbeer Spohr com Melvyn Tan (fortepiano) (2001) Arquivo
  - Lieder por Wolf e Mahler com Ralf Gothóni (piano) (1989) Deutsche Grammophon
  - Crepúsculo do amor - canções românticas tardias por Berg Korngold Strauss com Bengt Forsberg (piano) (1994) Deutsche Grammophon
  - Mahler Zemlinsky Lieder conduzido por John Eliot Gardiner (1996) Deutsche Grammophon
  - Mozart – Haydn: Songs & Canzonettas with Melvyn Tan ( fortepiano ) (1995) Arquivo
  - Música por um tempo - Melodias barrocas (2004) Deutsche Grammophon
  - Terezín / Theresienstadt com Bengt Forsberg (piano), Christian Gerhaher, Gerold Huber (piano) e outros (2007) Deutsche Grammophon
  - Aquarelas - canções suecas com Bengt Forsberg (piano) (2003) Deutsche Grammophon
  - Wings in the Night - canções suecas com Bengt Forsberg (piano) (1996) Deutsche Grammophon

### Óperas completas
- Bartók: Castelo do Barba Azul conduzido por Bernard Haitink (1996) EMI
- Berlioz: La Damnation de Faust conduzido por Myung-whun Chung (1998) Deutsche Grammophon
- Bizet: Carmen conduzida por Philippe Jordan (2003) BBC / Arte
- Sebastian Fagerlund: Autumn Sonata (ópera) conduzida por John Storgårds (2018) BIS
- Gluck: Alceste conduzido por Sir John Eliot Gardiner (1990) Philips
  - Iphigénie en Aulide conduzido por Sir John Eliot Gardiner (1990) Erato
  - Orphée et Eurydice conduzido por Sir John Eliot Gardiner (1989) EMI
- Handel: Agrippina conduzido por Sir John Eliot Gardiner (1997) Philips
  - Ariodante conduzido por Marc Minkowski (1999) Archiv
  - Giulio Cesare conduzido por Marc Minkowski (2003) Archiv
  - Hércules conduzido por Marc Minkowski (2002) Archiv
  - Serse por conduzido por William Christie (2004) Virgin Classics
- Humperdinck: Hänsel und Gretel conduzido por Jeffrey Tate (1989/1990) EMI
- Massenet: Werther conduzido por Kent Nagano (1997) Elektra
- Monteverdi: L'incoronazione di Poppea conduzido por John Eliot Gardiner (1996) Arquivo
  - L'Orfeo conduzido por John Eliot Gardiner (1987) Arquivo
- Mozart: La clemenza di Tito conduzido por John Eliot Gardiner (1993) Deutsche Grammophon
  - Così fan tutte conduzido por Georg Solti (1996) Decca
  - Idomeneo conduzido por John Eliot Gardiner (1991) Deutsche Grammophon
  - Le nozze di Figaro conduzido por James Levine (1992) Deutsche Grammophon
- Purcell: Dido e Aeneas conduzido por Trevor Pinnock (1989) Archiv
- Rachmaninoff: Aleko conduzido por Neeme Järvi (1997) Deutsche Grammophon
- Richard Strauss: Ariadne auf Naxos conduzido por Giuseppe Sinopoli (2002) Deutsche Grammophon
  - Der Rosenkavalier conduzido por Bernard Haitink (1991) EMI
  - Der Rosenkavalier conduzido por Carlos Kleiber (1995) Deutsche Grammophon DVD apenas
- Igor Stravinsky: The Rake's Progress conduzido por John Eliot Gardiner (1999) Deutsche Grammophon
- Tchaikovsky: Eugene Onegin conduzido por James Levine (1988) Deutsche Grammophon

### Gravações Aria
- Anne Sofie von Otter canta Offenbach, regido por Marc Minkowski – Deutsche Grammophon
- Árias Barrocas de Handel, Monteverdi, Roman e Telemann, com o Drottningholm Baroque Ensemble – Proprius
- Ombre de mon amant, árias barrocas francesas conduzidas por William Christie – Archiv
- Ópera Arias de Gluck, Haydn e Mozart, conduzida por Trevor Pinnock – Archiv

### Oratórios, sinfonias, etc.
- Bach: São Mateus Paixão Solistas Barrocos Ingleses, Sir John Eliot Gardiner
  - St Matthew Passion Chicago Symphony, Sir Georg Solti; Kiri Te Kanawa, Anthony Rolfe Johnson, Tom Krause, Hans Peter Blochwitz, Glen Ellyn Children's Chorus, Chicago Symphony Chorus
- Beethoven: Sinfonia nº 9, com Luba Orgonasova, Anthony Rolfe Johnson, Gilles Cachemaille, o Coro Monteverdi e a Orquestra Revolutionaire et Romantique, dirigida por Sir John Eliot Gardiner
- Berlioz: L'Enfance du Christ, Gilles Cachemaille, Jules Bastin, José Van Dam, Monteverdi Choir, Orchester de l'Opéra de Lyon, dirigido por John Eliot Gardiner - Erato 1988
- Maurice Duruflé: " Requiem ", dirigido por Michel Plasson – EMI
- Elgar: The Dream of Gerontius, com Alastair Miles e David Rendall, conduzido por Sir Colin Davis
- Handel: Jephtha, com Michael Chance, Lynne Dawson e Stephen Varcoe, com os Solistas Barrocos Ingleses conduzidos por Sir John Eliot Gardiner
  - Messias, com Arleen Auger, Michael Chance, Howard Crook e John Tomlinson, com Trevor Pinnock e The English Concert
  - Messias, com Sylvia McNair, Michael Chance, Jerry Hadley e Robert Lloyd, com a Academia de St Martin in the Fields conduzida por Sir Neville Marriner
- Mauricio Kagel: Sankt-Bach-Passion, regido pelo compositor – Naïve
- Mahler: Sinfonia nº 3, conduzida por Pierre Boulez – Deutsche Grammophon
- Mozart: Requiem: Barbara Bonney, Anne Sofie von Otter, English Baroque Soloists, Monteverdi Choir, dirigido por John Eliot Gardiner – Arquivo
  - Grande Missa em dó menor: Barbara Bonney, Anne Sofie von Otter, Solistas barrocos ingleses, Coro Monteverdi, conduzido por Sir John Eliot Gardiner
- Franz Schubert: Rosamunde com a Orquestra de Câmara da Europa, dirigida por Claudio Abbado
- Camille Saint-Saëns, Oratorio de Noël, Royal Opera Theatre, Orquestra, The Michael Chamber Choir, dirigido por Anders Eby. CD Proprius Music AB 1994

### Outras músicas
- Casa para o Natal, obras clássicas e músicas populares para o Natal (1999) Deutsche Grammophon
- For the Stars, uma coleção de canções de rock e pop (por nomes como Brian Wilson, Andersson - Ulvaeus e Lennon-McCartney ), com Elvis Costello e Svante Henryson (2001) Deutsche Grammophon
- Peter Sculthorpe: Island Dreaming, com o Brodsky Quartet (2001) Challenge Records
- I Let the Music Speak - Canções do ABBA incluindo " Money, Money, Money " e " The Winner Takes It All " (2006) Deutsche Grammophon
- Noel, música clássica de Natal com Bengt Forsberg (2006) Deutsche Grammophon
- Love Songs, com Brad Mehldau (2010) Naïve
- Ottorino Respighi: Il tramonto, com o Brodsky Quartet – Vanguard
- The Metropolitan Opera Gala 1991, Deutsche Grammophon DVD, 00440-073-4582
- Gala do Metropolitan Opera do 25º aniversário de James Levine (1996), DVD Deutsche Grammophon, B0004602-09